# Myrmecia comata
Espèce
Myrmecia comata est une espèce de fourmi originaire d'Australie. Les plus fortes populations de cette fourmi géante se trouvent dans l'est de l'État du Queensland, notamment dans la région de Brisbane, et dans la région de Melbourne, au sud-est du pays.
L'espèce est décrite pour la première fois en 1951.

## Nom vernaculaire et classement
Du fait de son agressivité, cet insecte social est aussi connu sous le nom vernaculaire de « fourmi bouledogue ».
La fourmi bouledogue appartient au genre Myrmecia, à la sous-famille Myrmeciinae.
La plupart des ancêtres des fourmis du genre Myrmecia n'ont été retrouvés que dans des fossiles, à l’exception de Nothomyrmecia macrops, seul parent vivant actuellement.

## Biologie
La taille des ouvrières de l'espèce Myrmecia comata varie de 18 à 20 mm de long. Myrmecia comata présente une tête et un thorax bruns, un abdomen noir, des mandibules, des antennes et des pattes jaunes. À l'exception des antennes, son corps est couvert de longs poils blanchâtres, très fins ; cette pubescence peut être très abondante au niveau de l'abdomen.

## Source de la traduction
- (en) Cet article est partiellement ou en totalité issu de l’article de Wikipédia en anglais intitulé « Myrmecia comata » (voir la liste des auteurs).